# Gabriele C. Hegerl
Gabriele Clarissa Hegerl (geboren 9 januari 1962) is een hoogleraar in klimaatwetenschap aan de Universiteit van Edinburgh. Voor 2007 had ze een onderzoekspositie aan de Texas A&M University and at Duke University's Nicholas School of the Environment. In die tijd was ze een "co-ordinating lead author" voor het vierde en vijfde assessmentrapport van het Intergovernmental Panel on Climate Change (IPCC).
Hegerl onderzoekt natuurlijke variabiliteit van het klimaat en veranderingen door toedoen van natuurlijke en menselijke invloeden. Bijvoorbeeld broeikasgassen, de effecten van vulkaanuitbarstingen en veranderingen in inkomende zonnestraling. Ze heeft bekendheid gekregen vanwege haar onderzoek naar de attributie van moderne klimaatverandering door menselijke broeikasgasuitstoot.
In 2013 werd ze verkozen tot een Fellow of the Royal Society of Edinburgh (FRSE) en in 2017 werd ze verkozen tot een Fellow of the Royal Society (FRS). Ze kreeg in 2018 een eredoctoraat van Leeds University. In 2016 won ze de Hans Sigrist Prize voor haar "baanbrekende wetenschappelijk werk" aan de menselijke voetafdruk op het aardsysteem. In 2018 werd ze lid van de Duitse academie van de wetenschappen Leopoldina.
- DBLP: 269/3129
- Gemeinsame Normdatei: 172536707
- Mathematics Genealogy Project: 50665
- ORCID: 0000-0002-4159-1295
- Virtual International Authority File: 237885414
- WorldCat: E39PBJvRWt9td4XYPk6QdXbw4q